# Cogny (Rhône)
Cogny település Franciaországban, Rhône megyében. Lakosainak száma 1198 fő (2022. január 1.). Cogny Rivolet, Sainte-Paule, Ville-sur-Jarnioux, Denicé, Lacenas és Porte des Pierres Dorées községekkel határos.

## Népesség
A település népességének változása:
| Lakosok száma | 1154 | 1155 | 1204 | 1167 | 1178 | 1188 | 1199 | 1204 | 1198 |
|               | 2013 | 2015 | 2016 | 2017 | 2018 | 2019 | 2020 | 2021 | 2022 |